# Zagorica (Mirna, Slovenija)
Zagorica je naselje u slovenskoj Općini Mirnoj. Zagorica se nalazi u pokrajini Dolenjskoj i statističkoj regiji Jugoistočnoj Sloveniji. 

## Stanovništvo
Prema popisu stanovništva iz 2002. godine naselje je imalo 37 stanovnika.